# Les Cœurs captifs
Pour plus de détails, voir Fiche technique et Distribution.
Les Cœurs captifs (Another Time, Another Place) est un film dramatique britannique réalisé par Michael Radford et sorti en 1983.
Il s'agit d'une adaptation du roman éponyme de Jessie Kesson (en), publié en 1983.

## Synopsis
Après la fin de la Seconde Guerre mondiale, de nombreux prisonniers italiens sont restés en Grande-Bretagne, principalement pour aider les agriculteurs locaux, conformément aux réglementations du gouvernement britannique.
Le film se déroule en 1943 en Écosse, où les protagonistes italiens travaillent dans les champs en tant qu'invités d'une famille dont la jeune épouse Janie éprouve beaucoup plus d'affection et de compassion pour eux que son rude mari. Une relation tendre et éphémère naît entre elle et l'un de ses invités, mais elle finit par causer des ennuis à l'irréprochable Luigi, originaire de Naples.

## Fiche technique
- Titre français : Les Cœurs captifs[1]
- Titre original : Another Time, Another Place[2]
- Réalisateur : Michael Radford
- Scénario : Michael Radford, John Francis Lane
- Photographie : Roger Deakins
- Montage : Tom Priestley
- Musique : John McLeod
- Production : Simon Perry
- Société de production : Associated-Rediffusion Television, Channel Four Films, The Scottish Arts Council, Umbrella
- Pays de production :  Royaume-Uni
- Langue originale : anglais
- Format : Couleurs par Eastmancolor - 1,37:1 - Son mono - 16 mm
- Durée : 118 minutes
- Genre : film dramatique
- Dates de sortie :
  - France : 23 mai 1983 (Festival de Cannes 1983) ; 9 novembre 1983 (sortie nationale)
  - Royaume-Uni : 15 juillet 1983

## Distribution
- Phyllis Logan - Janie
- Giovanni Mauriello (it) - Luigi
- Denise Coffey - Meg
- Tom Watson - Finlay
- Gianluca Favilla - Umberto
- Gregor Fisher - Beel
- Paul Young - Dougal
- Claudio Rosini - Paolo
- Jennifer Piercey - Kirsty
- Yvonne Gilan - Jess
- Carol Ann Crawford - Else